# Лате (Империја)
Лате је насеље у Италији у округу Империја, региону Лигурија.
Према процени из 2011. у насељу је живело 798 становника. Насеље се налази на надморској висини од 49 м.